# Campet-et-Lamolère
Campet-et-Lamolère é uma comuna francesa na região administrativa da Nova Aquitânia, no departamento Landes. Estende-se por uma área de 18,67 km². Em 2010 a comuna tinha 487 habitantes (densidade: 26,1 hab./km²).